# Yaco Monti
Julio César Eugenio, conocido por su nombre artístico de Yaco Monti (Villa Mercedes, San Luis; 18 de diciembre de 1944), es un cantautor melódico y actor argentino de amplia trayectoria escénica. Sus temas más reconocidos son Siempre te recordaré, Volveré a San Luis, Amor desesperado, Un dolor de adiós y Lo que te queda.

## Carrera
Julio César Eugenio nació en 1945, desde muy niño se sintió atraído por el canto debido a su gran condición vocal. Su padre le enseñó el dominio de la guitarra sin hacer abandonar sus estudios en el Colegio militar. Eligió el apodo "Yaco" por Yacomo que supo leerlo en la biblia y "Monti", por el apellido de su madre.
Luego de recibirse de electricista de aviación, viajó a Buenos Aires. En 1966 se enteró de que se realizaría en Uruguay el Festival Internacional de la Canción Parque del Plata, y gracias a sus ahorros pudo viajar a ese país y presentarse en el evento, compitiendo con figuras que se consagrarían en el mundo del espectáculo como Palito Ortega, Violeta Rivas y Chico Novarro.
Fue la figura central del "Show bailable del año", organizado en el club Estudiantes en su estadio de Santa Fe 51. Con ventas de mesas desde las 18, el espectáculo incluyó a los más destacados grupos locales. La presentación y animación del show estuvo a cargo de Norbert Degoas.
En la mitad de la interpretación de la canción Siempre te recordaré (también identificada como Qué tienen tus ojos), fue aplaudido intensamente por el público, motivo por el cual resultó ganador y de inmediato fue convocado por Emi Odeon, posibilitándose el grabar un disco, alcanzándose interesantes niveles de venta tanto en América como en Europa.
Interpretó canciones de grandes compositores como fue el chileno Luis Bahamonde y el argentino Eddie Sierra.
En 1969 Yaco Monti vivió una experiencia distinta al tener posibilidad de grabar en París un LP doble junto al destacado director de orquesta francés Frank Pourcell.
En cine tuvo una participación en las películas argentinas Escala musical en 1966, bajo la dirección de Leo Fleider y el protagonismo de Osvaldo Miranda y Beatriz Taibo; y Escándalo en la familia en 1967 dirigida por Julio Porter, donde compartió pantalla con Niní Marshall..
En paralelo a su carrera de cantante, también se dedicó a componer canciones para otros artistas como Leonardo Favio, Los Pulpos, Los Galos y la mexicana Imelda Miller.
En 1988 se utilizó su tema Siempre te recordaré como banda sonora para la telenovela chilena Las dos caras del amor. Juan "Gamba" Gentilini (Fundador del grupo Gamba trío) fue el guitarrista y director de su orquesta. 
En el 2011 hizo presentaciones junto a otros grandes intérpretes de la música como baladistas Elio Roca, Heleno, El Greco, Silvana Di Lorenzo y Bárbara Bourse en el Royal Center.
Tuvo tres hijos, y dos de ellos siguieron sus pasos en lo que a la música se refiere: Facundo es cantante y compositor intérprete del tema Cuando tú me quieras, y Jonathan también es cantante y además es bajista del Bahiano.

## Filmografía
- 1967: Escándalo en la familia.
- 1966: Escala musical.

## Televisión
- 1967: Gran Hotel Carrousell (Canal 13).[7]

## Temas interpretados
- Siempre te recordaré (Qué tienen tus ojos)
- Volveré a San Luis
- Amor desesperado
- Un dolor de adiós
- Lo que te queda
- Vanidad
- Las hojas muertas
- Está dormida
- Mamita mamá
- La nave del olvido
- Ayer se fue